# Soju
Soju (/ˈsoʊdʒuː/; tiếng Triều Tiên: 소주; 燒酒 [so.dʑu]) là loại đồ uống có cồn chưng cất không màu, trong suốt có xuất xứ từ bán đảo Triều Tiên. Đồ uống này thường được sử dụng không cần pha chế hay thêm đá và nồng độ cồn thay đổi từ khoảng 16,8% đến 53% tính theo thể tích (ABV). Hầu hết các nhãn hiệu rượu soju hiện nay đều được sản xuất tại Hàn Quốc. Trong khi rượu soju truyền thống được làm từ gạo, lúa mì hoặc lúa mạch thì các nhà sản xuất hiện đại thường thay thế gạo bằng các loại tinh bột khác, chẳng hạn như khoai tây và khoai lang.

## Lịch sử
Nguồn gốc của rượu soju có từ thế kỷ 13 ở Goryeo, khi kỹ thuật chưng cất rượu Levantine được giới thiệu đến bán đảo Triều Tiên trong cuộc xâm lược Cao Ly của người Mông Cổ (1231–1259), người Mông Cổ khi ấy đã tiếp thu được kỹ thuật chưng cất rượu Arak từ người Ba Tư trong các cuộc xâm lược trước đó của họ vào Levant, Anatolia và chính Ba Tư.
Các nhà máy chưng cất được thiết lập xung quanh thành phố Gaegyeong, thủ đô khi đó (Kaesong hiện tại). Ở các khu vực xung quanh Kaesong, rượu soju khi đó vẫn được gọi là Arak-ju (아락주). Andong soju, gốc gác trực tiếp của các loại soju hiện đại của Hàn Quốc ngày nay được bắt đầu là loại rượu tự nấu được phát triển ở thành phố Andong, nơi đặt căn cứ hậu cần của quân Mông Cổ trong thời kỳ này.
Soju theo truyền thống được làm bằng cách chưng cất rượu từ ngũ cốc lên men. Rượu gạo để chưng cất rượu soju thường được lên men trong khoảng 15 ngày và quá trình chưng cất bao gồm việc đun sôi rượu gạo chín đã được lọc trong một chiếc sot (vạc) được phủ lên trên soju gori (thiết bị chưng cất hai tầng có ống). Trong những năm 1920, hơn 3.200 nhà máy bia soju đã tồn tại trên khắp bán đảo Triều Tiên.
Soju được gọi là một loại đồ uống chưng cất với 35% ABV cho đến năm 1965, khi rượu soju pha loãng với 30% ABV xuất hiện với việc chính phủ Hàn Quốc cấm chưng cất truyền thống rượu soju từ gạo, để giảm bớt tình trạng thiếu gạo. Thay vào đó, rượu soju được tạo ra bằng cách sử dụng Ethanol (95% ABV) chưng cất cao từ khoai lang và bột sắn, được trộn với hương liệu, chất làm ngọt và nước.
Các sản phẩm cuối cùng được bán trên thị trường dưới nhiều nhãn hiệu rượu soju. Một nhà cung cấp duy nhất (Công ty Vật tư Ethanol Hàn Quốc) bán Ethanol cho tất cả các nhà sản xuất rượu soju ở Hàn Quốc. Cho đến cuối những năm 1980, Saccharin là chất tạo ngọt phổ biến nhất được ngành công nghiệp sử dụng, nhưng sau đó đã bị thay thế bằng Stevioside.

Thống kê về chỉ số tiêu thụ đồ uống có cồn của Hàn Quốc và các nước
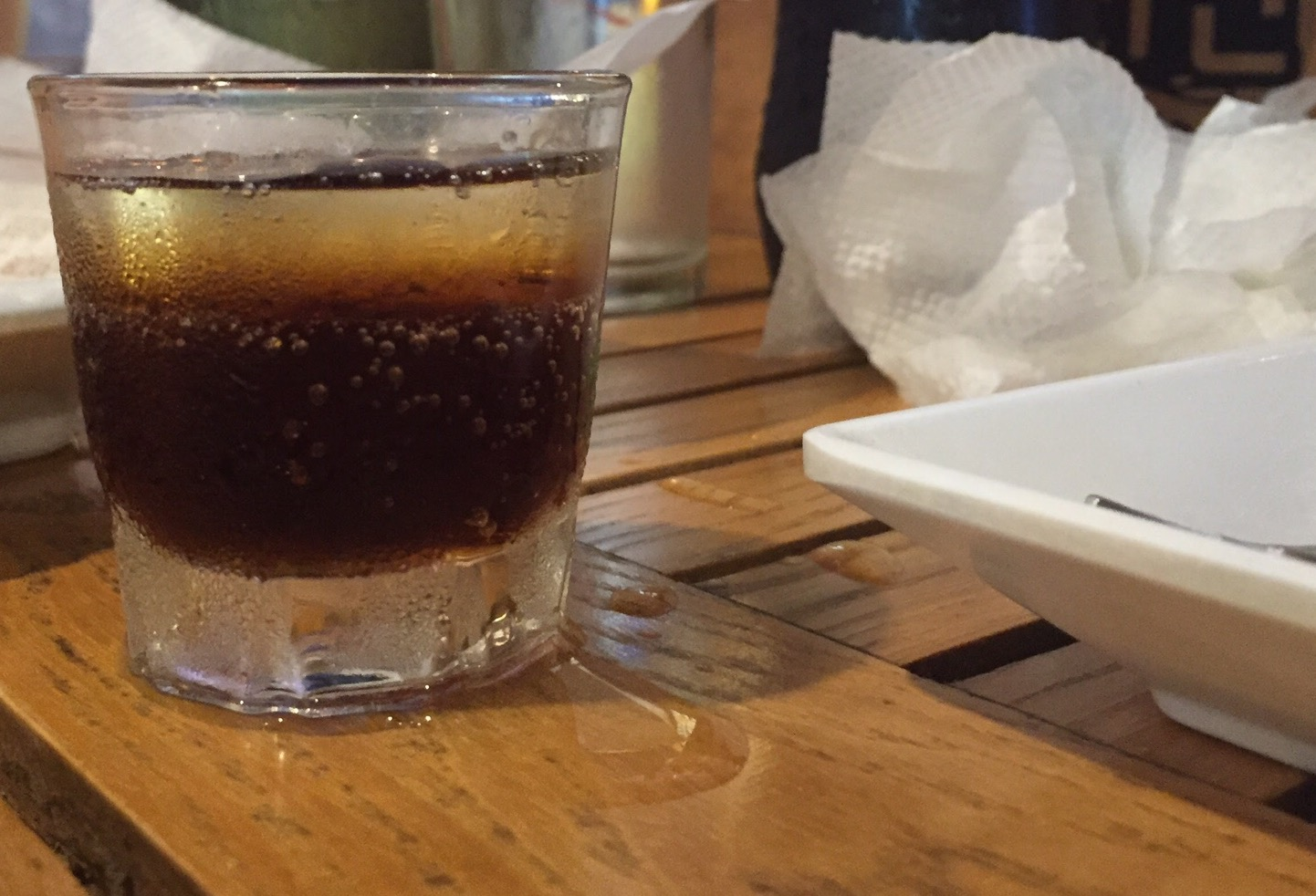
Rượu soju pha với Coca-Cola
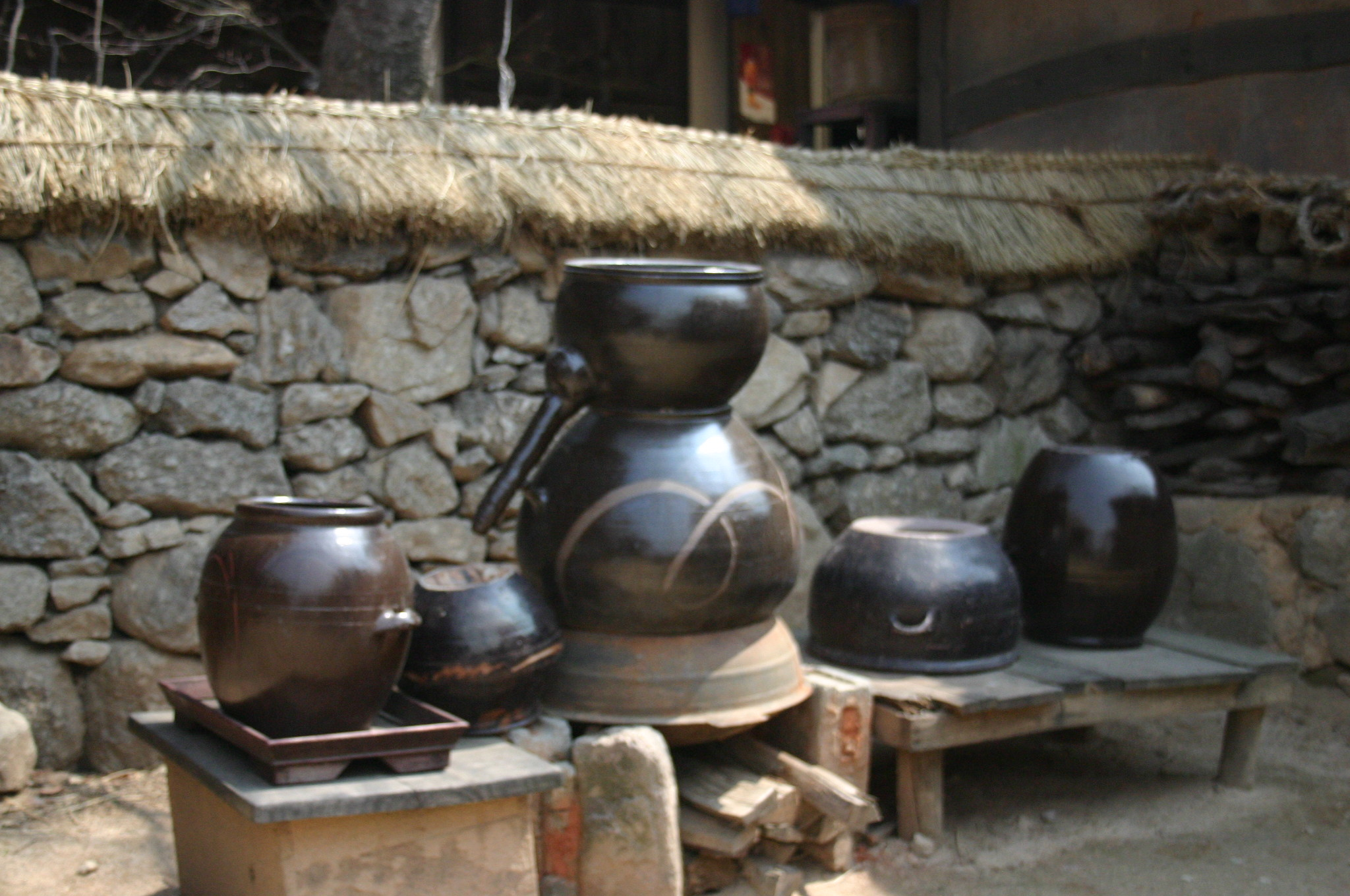
Sot (cái vạc), soju gori (thiết bị chưng cất) và hangari (nồi đất nung) để làm rượu soju truyền thống
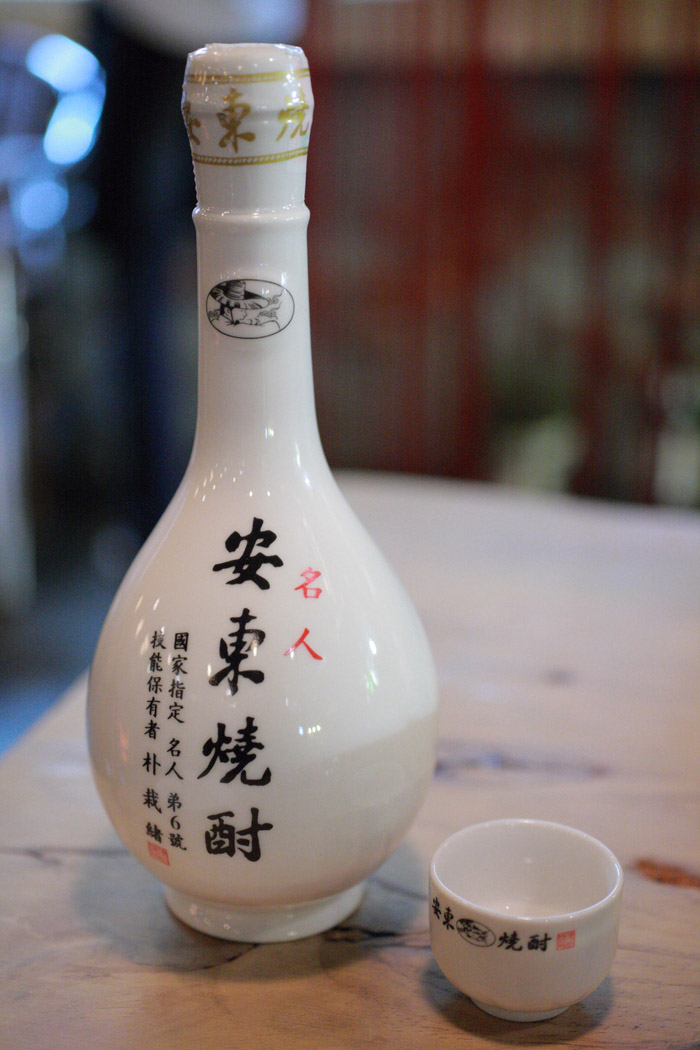
Rượu soju Andong của nghệ nhân nổi tiếng Park Jae-seo

Mặc dù lệnh cấm đã được dỡ bỏ vào năm 1999, rượu soju giá rẻ vẫn tiếp tục được thực hiện theo cách này. Rượu soju pha loãng đã cho thấy xu hướng giảm nồng độ cồn. ABV của 30% giảm xuống 25% vào năm 1973 và 23% vào năm 1998. Hiện nay, rượu soju với ABV dưới 17% được bán rộng rãi. Năm 2017, một chai rượu soju pha loãng thông thường 375 mililít (13,2 fl oz Anh; 12,7 fl oz Mỹ) được bán lẻ ở mức 1,700 Won (xấp xỉ 1.52 đô la Mỹ) trong siêu thị và cửa hàng tiện lợi và mức 4,000-5,000 Won (xấp xỉ 1, 34 đô la Mỹ) trong các nhà hàng.
Một số vùng đã tiếp tục chưng cất rượu soju từ ngũ cốc từ năm 1999. Andong soju được làm thủ công truyền thống có khoảng 45% ABV. Hwayo (화요)là một thương hiệu có năm hỗn hợp khác nhau tạo thành mức nồng độ cồn ABV từ 17% đến 53%.
Vào những năm 2000, rượu soju bắt đầu chiếm lĩnh thị trường rượu mạnh trên thế giới. Hiện tại có rất nhiều thương hiệu soju tại Hàn Quốc Nổi tiếng như: Jinro, Chum churum, Core, Andong, C1 Blue, Yipsejoo, Charm, Goodday,...Tính đến năm 2015, Jinro soju đã là loại rượu mạnh bán chạy nhất trên thế giới trong hơn một thập kỷ và là công ty đã có lịch sử gần 100 năm( thành lập từ năm 1924). Các thương hiệu soju khác: Core soju, Andong, C1 Blue, Yipsejoo, Charm,... đang vươn lên mạnh mẽ. Chum Churum và Good Day góp mặt trong top 10 và ba thương hiệu soju khác có mặt trong 100 thương hiệu rượu mạnh toàn cầu năm 2016.
Rượu soju trái cây được sản xuất từ năm 2015. Khi cocktail lần đầu tiên du nhập vào Hàn Quốc, lần đầu tiên soju được pha chế để tạo hương vị chiết xuất từ trái cây hoặc nước trái cây. Soju trái cây kể từ đó dần bắt đầu trở thành một xu hướng. 

## Phong tục
- Người Hàn Quốc uống rượu soju cùng nhau chứ không uống một mình.
- Người Hàn Quốc không luôn luôn tự rót vào ly của họ. Họ đợi người khác rót đầy ly cạn của mình. Những người khác thì mong được rót rượu và họ hăng hái làm như vậy ngay khi họ nhìn thấy một ly cạn. Điều này được những người đàn ông Hàn Quốc giải thích rằng: "nếu một người tự mình rót rượu thì sẽ lấy phải một người vợ không xinh đẹp".
- Nếu một ly rượu không uống cạn hoàn toàn, nó sẽ không được rót đầy.
- Nếu được người bề trên rót rượu, người có cấp bậc thấp hơn phải cầm ly bằng hai tay. Tương tự, khi rót rượu cho người bề trên, người có địa vị thấp hơn phải cầm chai bằng hai tay: cầm vào thân chai sau đó nghiêng về phía ly rượu.
- Nếu một người lớn tuổi hơn trao một ly cạn (luôn luôn là ly của họ) đến cho bạn, có nghĩa là người đó sắp rót đầy ly và muốn bạn uống. Bạn không phải uống cạn ly, nhưng ít nhất bạn phải làm như bạn đang uống ("nhấp môi" cũng được chấp nhận). Và nếu bạn uống cạn ly, bạn phải trả ly lại cho người đó. Bạn không cần phải trả lại ngay, nhưng giữ ly trong một thời gian dài thì bị xem như khiếm nhã.
- Người Hàn Quốc nói "원샷!" (one shot!) (Một hơi luôn nhé!) có nghĩa là "cạn chén!".
- Khi uống rượu trước người lớn tuổi, bạn nên luôn luôn xoay lưng lại và sau đó mới uống. Uống cạn một hơi trước mặt người lớn tuổi biểu hiện thái độ không tôn trọng.

## Soju cocktail
Soju cocktail (hoặc là "Cocktail soju") đơn giản là pha soju với nước ngọt Sprite và nhiều loại sirô khác. Soju cocktail thường được giới trẻ ưa chuộng (đặc biệt là phụ nữ) vì họ cảm thấy rằng loại soju này uống rất nặng. Loại soju cocktail phổ biến nhất là loại có vị chanh, được gọi là "soju chanh" ở Hàn Quốc. Công thức chung để pha chế "soju chanh" là pha trộn một phần soju với 2 phần Sprite và thêm bột chanh. Có nhiều loại soju cocktail, bao gồm cả soju táo, soju dưa hấu, soju sữa chua, soju xoài, và soju nho. Cũng như soju, các loại soju cocktail được uống trong những ly thấp nhỏ và dày.
Một loại cocktail mạnh hơn được gọi là poktanju (nghĩa tiếng Anh: "bomb drink") bao gồm một ly soju đổ vào một Panh bia tươi (như loại cocktail Boilermaker) và uống nhanh. Một loại cocktail còn mạnh hơn nữa được gọi là suso poktanju (nghĩa tiếng Anh: "hydrogen bomb drink") được làm ngược lại: một ly bia tươi đổ vào một Panh soju.
Thức uống kết hợp với soju phổ biến của người Mỹ sống tại Hàn Quốc được gọi là "Red Dog" và "Ammo Bowl". Đây là những loại thức uống thường được chia sẻ bởi các thành viên trong một nhóm. "Red Dog" được làm bằng cách pha 1 chai soju, 6 hũ sữa chua, 1 chai Chilsung Cider (tương tự Sprite). "Ammo Bowl" kết hợp từ soju, Kool-Aid, và đá lạnh trong một bát thép không gỉ, những thành viên trong nhóm thường rót vào những cốc to từ trong bát.